# Saint-Pont
Saint-Pont település Franciaországban, Allier megyében. Lakosainak száma 692 fő (2022. január 1.). Saint-Pont Broût-Vernet, Escurolles, Espinasse-Vozelle és Vendat községekkel határos.

## Népesség
A település népessége az elmúlt években az alábbi módon változott:
| Lakosok száma | 406  | 412  | 435  | 516  | 612  | 631  | 656  | 677  | 698  | 692  |
|               | 1968 | 1982 | 1990 | 2006 | 2013 | 2015 | 2017 | 2019 | 2020 | 2022 |